# Panzer-Brigade 107
La Panzer-Brigade 107 (107ª Brigata corazzata) fu un reparto della Wehrmacht operativo durante la seconda guerra mondiale. I suoi uomini, provenienti dalla 25. Panzergrenadier-Division (25ª Divisione panzergrenadier), combatterono gli anglo-americani durante l'operazione Market Garden e nell'ottobre del 1944, subendo ingenti perdite che determinarono lo scioglimento della brigata agli inizi di novembre.

## Storia

### La formazione
Il 24 luglio 1944 l'Oberkommando der Wehrmacht diede disposizione affinché si procedesse alla creazione della Panzer-Brigade 107, e quattro giorni più tardi iniziarono i preparativi a Mielau (85 km a nord-est di Varsavia e 75 km a sud di Olsztyn).

Gran parte del personale e dei veicoli fu prelevato dalla 25. Panzergrenadier-Division (distrutta dalla sovietica operazione Bagration in estate) e dalla riserva, mentre il nuovo Panzer-Abteilung 2107 (2107º Battaglione corazzato) fu formato con i resti del Panzer-Abteilung 5 e il suo comandante era il maggiore Hans-Albrecht von Plüskow. Questo battaglione corazzato era organizzato in tre compagnie dotate ciascuna di 11 Panzer V Panther e di una quarta compagnia cacciacarri dotata di 11 Jagdpanzer IV.

L'altra colonna portante della brigata, il Panzergrenadier-Batallion 2107 (2107º Battaglione panzergrenadier), era dotato principalmente di Sd.Kfz. 2 kleines Kettenkrad e di Sd.Kfz. 251, posti agli ordini del capitano Kurt Wild.
A causa di vari inconvenienti molti Sd.Kfz. 2 e camion non furono consegnati e per ovviare al problema si dovettero reperire mezzi civili. A capo dell'unità fu messo il maggiore Berndt-Joachim Freiherr von Maltzahn.
Terminate le sei settimane di addestramento agli inizi di settembre, i 36 Panzer V (tre erano adattati a posto comando con radio FuG 6 e FuG 7) e 11 Jagdpanzer IV della brigata, sebbene nei piani iniziali fosse scritto che si sarebbero dovuti recare al fronte orientale, diressero nel settore dell'Oberbefehlshaber West con l'intento di raggiungere la 5ª Armata corazzata per contrattaccare gli Alleati attorno a Épinal, ma l'urgente necessità di forze in Olanda fece sì che i treni dirottassero a Colonia e poi a Roermond e Venlo, raggiunte il 18 settembre 1944.

### I combattimenti in Olanda
Il 19 settembre gran parte della brigata, costantemente bersagliata da aerei alleati, guadò la Mosa avanzando oltre Helmond per attaccare la 2ª Armata britannica di Miles Dempsey impegnata nell'operazione Market Garden. I carristi della brigata proseguirono per Son en Breugel costeggiando il Dommel, e non appena giunsero in vista del ponte Bailey che stavano approntando i genieri inglesi aprirono il fuoco distruggendo molti veicoli e creando confusione. Il tentativo di impossessarsi del ponte fu però vanificato dal fuoco anticarro della 101ª Divisione aviotrasportata statunitense che distrusse due carri bloccando di fatto ogni iniziativa.

Il 20 settembre la brigata tornò all'attacco per supportare la 59. Infanterie-Division attaccando le truppe alleate che stavano marciando verso nord in direzione di Arnhem. Presto i carri armati britannici risposero al fuoco e distrussero quattro veicoli causando circa 150 morti, costringendo i mezzi della brigata tedesca a ritirarsi 3 km verso est fino a Neunen (scampando per poco ad un accerchiamento da sud), anche se a causa della penuria di carburante alcuni veicoli dovettero essere abbandonati e sabotati per impedirne la cattura.

Il giorno seguente i soldati diressero per Gemert-Bakel con lo scopo di unirsi al kampfgruppe Walter (Walter Model), insieme al quale avrebbero dovuto isolare il tratto di strada che collegava Uden e Grave. Il 22 settembre l'attacco prese il via e il Panzer-Abteilung 2107, seguito dal Panzergrenadier-Bataillon 2107, riuscì a raggiungere il settore meridionale di Veghel, ma un intenso fuoco anticarro bloccò ogni ulteriore tentativo di sfondamento.
Il 23 settembre fu un giorno particolarmente duro per il morale della brigata, in quanto negli attacchi e nei seguenti contrattacchi alleati perirono i comandanti del 2107º Battaglione corazzato, maggiore Hans-Albrecht von Plüskow, e del 2107º Battaglione panzergrenadier, capitano Kurt Wild. Nel pomeriggio la situazione peggiorò a causa di un lancio di paracadutisti a nord della posizione tenuta dalla brigata, e sebbene i Möbelwagen fecero precipitare alcuni aerei l'unità dovette impegnarsi fino a sera per ristabilire la calma, dovendo comunque ritirarsi verso sud-est di circa 10 km. A questo punto l'organico della Panzer-Brigade 107 era così ridotto che von Maltzahn fu costretto ad ordinare, il 24 settembre, un'altra ritirata tornando a Gemert-Bakel, cioè dove partì l'attacco due giorni prima.

Il giorno dopo, con oltre un terzo del personale caduto in combattimento e con molti veicoli bisognosi di riparazioni, la brigata dovette affrontare una marcia forzata per raggiungere Overloon, meta intermedia prima di entrare a Oploo (16 km a nord-est di Gemert-Bakel), dove il 27 settembre si verificarono accessi scontri con le forze della 7ª Divisione corazzata statunitense le quali si impossessarono della cittadina dopo due giorni, costringendo i tedeschi a ritornare a Overloon.

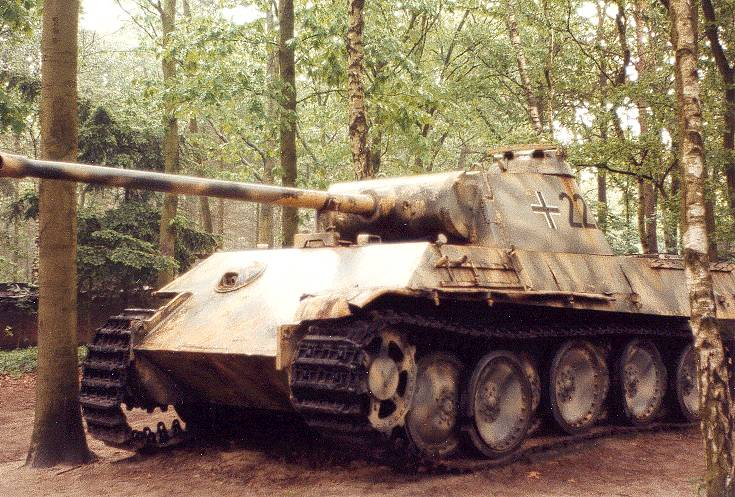
Panzer V della Panzer-Brigade 107 danneggiato il 13 ottobre 1944 attorno a Overloon e ora esposto nel museo locale

Anche se l'operazione Market Garden era terminata, il 1º ottobre 1944 il Panzergrenadier-Bataillon 2107 contrattaccò respingendo il nemico dalla periferia nord di Overloon, subendo ancora una volta significative perdite. Gli scontri nella città proseguirono fino alla metà del mese, lasciando al battaglione solo sette sopravvissuti.

La brigata si rifugiò quindi ad est della Mosa dove ricevette rinforzi, ma dopo qualche giorno ritornò, sebbene non in prima linea, nella foresta di Reichswald. Alla fine del mese iniziarono altri combattimenti a Venlo, che dovette essere evacuata in favore di Nettetal il 4 novembre per ordine del maggiore Volker, il nuovo comandante dell'unità. La vita della Panzer-Brigade 107 volse al termine tra l'8 e il 9 novembre 1944 quando i suoi resti furono convertiti in una nuova 25. Panzergrenadier-Division (in costruzione dal 20 settembre 1944) a Grafenwöhr. Il Panzer-Abteilung 2107 tornò ad essere il Panzer-Abteilung 5, mentre il Panzergrenadier-Bataillon 2107 divenne il 1º Battaglione del 119º Reggimento panzergrenadier.

## Decorazioni
Si hanno notizie di un solo decorato della brigata: Fritz Klingler, del 2107º Battaglione corazzato, che ricevette la Croce Tedesca in oro il 13 dicembre 1944.